# گابریل مارسل
گابریل اونوره مارسل (به فرانسوی: Gabriel Honoré Marcel)‏ (۷ دسامبر ۱۸۸۹، پاریس - ۸ اکتبر ۱۹۷۳، پاریس) فیلسوف فرانسوی بود. او یکی مهمترین فیلسوفان اگزیستانسیالیسم مسیحی به‌ شمار می‌رود و نویسنده‌ی حدود ۳۰ نمایشنامه است. وی علاوه بر فلسفه و تئاتر منتقد موسیقی نیز بود.
مهم‌ترین اثر مارسل کتاب «راز وجود» (Mystery of Being) نام دارد که در آن فلسفهٔ خود را «مذهب نوسقراطی» یا «مذهب سقراطی مسیحی» می‌خواند. از دیدگاه او موضوع فلسفه وجود است، اما وجود انسان نه وجود از آن جهت که وجود دارد. محوری‌ترین اندیشهٔ مارسل این است که وجود یک راز است و موضوعات دیگر پیرامون این عقیده قرار می‌گیرند.
نقادی مارسل از آرمان‌گرایی و دفاع او از ایمان شبیه نقادی کی‌یرکگور در مورد هگل است. اما مارسل بر خلاف کی‌یرکگور ایمان را مرهون یک جهش غیر عقلی نمی‌داند و آن را امری صرفاً فردی محسوب نمی‌کند. نزدیکی مارسل به هایدگر از آن جهت است که دیدگاه آنان دربارهٔ ماهیت حقیقت و زبان و تلاش برای بازگرداندن وزن وجودی به تجربه بشری به هم نزدیک است. هر چند، مارسل بر خلاف هایدگر عنصر اطمینان مربوط به تحقق وجودی را که بخشی از درک ایمانی خداوند به عنوان حضور مطلق است به وجودشناسی خود می‌افزاید. نسبت مارسل با بوبر از آن جهت است، که هر یک از آن‌ها به‌طور مستقل به شرح و بسط فلسفه‌ای مبتنی بر دیالوگ و ارتباط دوسویه‌ای پرداختند که در آن تمایز میان دو نوع رابطه شخص محور و شیء محور نقشی اساسی دارد.

## پیشینه
گابریل مارسل، فیلسوف معروف فرانسوی در ۱۸۸۹ در پاریس به دنیا آمد و در اکتبر ۱۹۷۳ درگذشت. پدرش مردی فرهیخته و با فرهنگ بود که سمت‌های اجرایی مهمی در کتابخانه ملی و موزه ملی فرانسه داشت. گابریل در چهار سالگی مادرش را از دست داد. او در خانه‌ای که ندانم‌گرایی پدرش و مذهب پروتستان اخلاق‌گرای خاله‌اش بر آن حاکم بود، بزرگ شد. تجربه‌های تکان دهنده جنگ جهانی اول او را به این نتیجه رساند که فلسفهٔ انتزاعی با خصلت تراژیک و سوگناک وجود انسان سازگار نیست. مارسل در ۱۹۲۹ به مذهب کاتولیک گروید اما این قضیه اساساً جهت فکری او را تغییر نداد، گرچه بر پایبندی‌اش به این عقیده افزود که فیلسوف باید منطق درونی ایمان و امید را مد نظر داشته باشد.

## آثار ترجمه شده به فارسی
- بودن و داشتن،ترجمه ی صدیقه فراهانی، کتاب پارسه(سبحان)
- فلسفه اگزیستانسیالیسم،ترجمه ی شهلا اسلامی،نگاه معاصر
- انسان مسئله گون،ترجمه ی بیتا شمسینی،ققنوس